# Abu Abdallah Mohammed II Saadi
Abu Abdallah Mohammed II Saadi, död 1578, var regerande sultan av Marocko mellan 1574 och 1576. Han tillhörde saadiernas dynasti.